# Todos los hombres sois iguales (serie de televisión)
Todos los hombres sois iguales es una serie de televisión cómica española emitida por Telecinco, entre 1996 y 1998 y basada en la película del mismo título.

## Argumento
Joaquín, Manolo y Juan Luis son tres amigos que acaban de dar por terminados sus respectivos matrimonios. Dadas las circunstancias, se ven abocados a retomar sus vidas de soltero y compartir piso. Contratan a Yoli, una joven atractiva y seductora, para que les asista en las labores del hogar. No pasará mucho tiempo antes de que los tres amigos compitan por ganarse el favor de la mujer.

## Lista de episodios
Primera temporada
- Capítulo 1: Los tres cerditos y la loba
- Capítulo 2: Sexo, mentiras y raciones de sushi
- Capítulo 3: La noche de los hijos vivientes
- Capítulo 4: Maridos y ex-mujeres
- Capítulo 5: Expediente Z
- Capítulo 6: Sorpresa, sorpresa
- Capítulo 7: El hombre de las manchas
- Capítulo 8: Indecence Day (El día de la indecencia)
- Capítulo 9: Mamá nos complica bastante la vida
- Capítulo 10: Muy íntimo y muy personal
- Capítulo 11: Hola, ¿estás solo?
- Capítulo 12: La hoguera de las Navidades

Segunda temporada
- Capítulo 13: El banquete de Buda's
- Capítulo 14: Cómo ser padre y no morir en el intento
- Capítulo 15: Cuando Joaqui encontró a Yoli
- Capítulo 16: De marujas y lobas
- Capítulo 17: ¿Por qué lo llaman boda cuando quieren decir negocio?
- Capítulo 18: Los Janfrisbogars
- Capítulo 19: ¡Qué empieza el espectáculo!
- Capítulo 20: La guerra de los sexos más grande jamás contada
- Capítulo 21: Misterioso arrebato en Manhattan
- Capítulo 22: A propósito de Joaqui

Tercera temporada
- Capítulo 23: Pero, ¿quién mató a Eduardo?
- Capítulo 24: Nadie es perfecto
- Capítulo 25: Nadie es perfecto, todavía
- Capítulo 26: El Papa está de viaje de negocios
- Capítulo 27: Fabricando al Joaqui perfecto
- Capítulo 28: La mujer del paciente francés
- Capítulo 29: Tierno otoño de geranios y asistentas
- Capítulo 30: Buscando a Yoli desesperadamente
- Capítulo 31: Pereza
- Capítulo 32: Envidia
- Capítulo 33: Lujuria
- Capítulo 34: Gula
- Capítulo 35: Soberbia
- Capítulo 36: Avaricia
- Capítulo 37: La Ira

Cuarta temporada
- Capítulo 38: El cielo puede esperar... 50 años más por lo menos
- Capítulo 39: Pon una monja en tu vida
- Capítulo 40: Embrujados
- Capítulo 41: Novios a la vista
- Capítulo 42: Las bodas de mis mejores amigos
- Capítulo 43: Dirty dancing mix
- Capítulo 44: 3 Rockys 3
- Capítulo 45: Besadnos tontos
- Capítulo 46: El nieto de mi mejor amigo
- Capítulo 47: Los padres de la novia
- Capítulo 48: El lado oscuro del moscardón
- Capítulo 49: Atraco a los tres
- Capítulo 50: ¿Quieres casarte conmigo?
- Capítulo 51: Sólo para tus ojos
- Capítulo 52: Tres bodas y una venganza

Quinta temporada
- Capítulo 53: Sé lo que hicistéis en abril
- Capítulo 54: Lloviendo pedruscos
- Capítulo 55: Atrapadas entre tres hombres, ¿o eran seis?
- Capítulo 56: Paz en la guerra
- Capítulo 57: ¿Qué nos pasa, doctora?
- Capítulo 58: La doble vida de Manolo
- Capítulo 59: El embarazo no es cosa de hombres
- Capítulo 60: Hombres blancos solteros buscan
- Capítulo 61: Bienvenida, Miss Marshall
- Capítulo 62: Coge la maleta y corre
- Capítulo 63: La última cena
- Capítulo 64: Atracción total
- Capítulo 65: Navidad, horrible Navidad
- Capítulo 66: Con cuatro panes bajo el brazo

## Reparto
- Josema Yuste (Joaquín Soler Rivera)
- Tito Valverde (Manolo Delgado Carvajal)
- Luis Fernando Alvés (Juan Luis Padilla Maroto)
- Ana Otero (Yoli García)
- Isabel Ordaz (Esther)
- Elisa Matilla (Susana Castruesa)
- Isabel Prinz (Merche)
- Laura Pamplona (Cati García)
- Ramiro Oliveros (Iñaki)
- Fran Boira (Rubén)
- Ángel Burgos (Juanma)
- Juan Carlos Vellido (Nico)
- Julieta Serrano (Mati)
- Neus Asensi (Marga)
- Irene Bau (Chelo)
- Esperanza Campuzano (Rosa)
- María Jesús Sirvent (Carmen)
- Patricia Figón (Jessi)
- Cora Tiedra (Tamara)
- Sheila González (Lorelay)
- Rodrigo García (Borja)
- Daniel Matarranz (David)
- Carlos Cubero (Óscar)
- Ángel Marcos (Aníbal)

- Paola Dominguín (Bárbara)
- Montse Guallar (Pilar)
- Ginés García Millán (Eduardo)
- Serafín Zubiri (Toni)
- Susana Monje (Conchi)

## Premios
- Premio Ondas (1997). Nacionales de televisión: Mejor serie.
- Premios de la Unión de Actores. 
  - 1997: Protagonista TV, Fernando Valverde.
  - 1997: Secundario TV, Isabel Ordaz.
  - 1997: Reparto TV, Ángel Burgos.
  - 1996: Protagonista TV, Fernando Valverde.
  - 1996, Protagonista TV, Ana Otero (Nominada).
- Fotogramas de Plata (1997). Mejor Actor de Televisión, Fernando Valverde (Nominado).